# 23S rRNK pseudouridinska2605 sintaza
23S rRNK pseudouridinska2605 sintaza (EC 5.4.99.22, RluB, YciL) je enzim sa sistematskim imenom 23S rRNK-uridin2605 uracil mutaza. Ovaj enzim katalizuje sledeću hemijsku reakciju
23 rRNK uridin2605 {\displaystyle \rightleftharpoons } 23S rRNK pseudouridin2605
Pseudouridinska sintaza RluB konvertuje uridin2605 molekula 23S rRNK do pseudouridina.

## Literatura
- Nicholas C. Price; Lewis Stevens (1999). Fundamentals of Enzymology: The Cell and Molecular Biology of Catalytic Proteins (Third изд.). USA: Oxford University Press. ISBN 019850229X.
- Eric J. Toone (2006). Advances in Enzymology and Related Areas of Molecular Biology, Protein Evolution (Volume 75 изд.). Wiley-Interscience. ISBN 0471205036.
- Branden C; Tooze J. Introduction to Protein Structure. New York, NY: Garland Publishing. ISBN 0-8153-2305-0.
- Irwin H. Segel. Enzyme Kinetics: Behavior and Analysis of Rapid Equilibrium and Steady-State Enzyme Systems (Book 44 изд.). Wiley Classics Library. ISBN 0471303097.

## Spoljašnje veze
- 23S+rRNA+pseudouridine2605+synthase на 